# St. Floris Churchyard
St. Floris Churchyard is een begraafplaats gelegen in de Franse plaats Saint-Floris (Pas-de-Calais). De militaire graven worden onderhouden door de Commonwealth War Graves Commission.
De begraafplaats telt 7 geïdentificeerde Gemenebest graven uit de Tweede Wereldoorlog.